# Hydrotrupes
Hydrotrupes es un género de coleópteros adéfagos de la familia Dytiscidae.

## Especies
- Hydrotrupes chinensis	Nilsson 2003
- Hydrotrupes palpalis	Sharp
- ✝Hydrotrupes prometheus R.A. Gómez & A.L. Damgaard, 2013[1][2][3]